# Flugplatz Reykhólar

i8
i11
i13
Der Flugplatz Reykhólar (IATA-Code: RHA, ICAO-Code: BIRE)  liegt in den Westfjorden von Island.
Die Start- und Landebahn liegen etwa 500 Meter nordwestlich des Ortes Reykhólar direkt neben dem Karlseyjarvegur .
Der Flugplatz wurde 1953 gebaut und anfangs überwiegend für Krankentransportflüge genutzt.
Um 1960 gab es noch zwei Landebahnen: Ost-West-Richtung 510 × 40 m und Nord-Süd-Richtung 535 × 30 m, die nach 1975 aufgegeben wurde.
Im September 1986 wurde an derselben Stelle ein neuer Flugplatz eröffnet.
Zwischen 1976 und 1983 gab es Linienflüge zum Flugplatz Reykhólar, die besonders genutzt wurden, als dort eine Algenverarbeitung erbaut wurde.